# Hemithea reducta
Hemithea reducta är en fjärilsart som beskrevs av W. Warren 1896. Hemithea reducta ingår i släktet Hemithea och familjen mätare. Inga underarter finns listade i Catalogue of Life.